# Злива (фільм, 1974)
«Злива» (рос. «Ливень») — російський радянський художній фільм Бориса Яшина, знятий у 1974 році.

## Сюжет
Перша частина фільму зроблена в чорно-білому зображенні. Дія починається в кінці зими 1945 року. Військовополонені Саша і кульгавий солдат Іван Міхєєв повертаються з Польщі на Батьківщину. Вони їдуть в містечко біля Плещеєва озера, де перед війною в монастирі працював музей. Не знайшовши рідних, Саша і Міхєєв йдуть на станцію вузькоколійної залізниці. Міхєєв пішки йде в село, а Саша залишається чекати поїзда. Її везе в кабіні паровоза машиніст Микола, комісований з армії після осколкової рани. По дорозі молодий машиніст відверто пристає до Саші, від чого вона стрибає на ходу.
Вузькоколійний поїзд — паровоз, вагон-цистерна та три платформи — грає важливу роль у видових сценах фільму.
Коваль Міхєєв повернувся додому до родини. Село порожнє, баби всі в лісі на роботі. Вони рубають сосни і збирають живицю як сировину для хімічної промисловості, і поїзд відвозить її в бочках в місто. Лісник Серафим знайшов Сашу в заростях і приніс в сторожку. Після контузії в боях під Москвою Серафим онімів, тому працює в тилу. Походивши по навколишніх селах, лісник не знайшов Сашиної тітки, тому пропонує Саші залишитися у нього в хаті.
Друга частина фільму — кольорова. Приходить весна. Лісник навчає Сашу полюванню, водить по лісах і берегах озера. Йде господарське життя в лісовій сторожці. Якось раз Серафим рятує Сашу, що впала з містків в річку Нерль. Машиніст Микола, побачивши таку сцену з човна, глумливо ображає Сашу, але отримує відсіч від лісника.
Саша приходить до коваля Міхєєва і розповідає про своє життя. Той питає про тітку, яка так і не знайшлося, і передбачає, що тітка з самого початку була вигадкою. Дружина коваля обурена приходом незнайомої дівчини. Заглянувши до них бригадирша-вдова Павла Дмитрівна зауважує, що «воно так і буває: тіток шукають, а дядьки знаходяться». Саша чужа в цих місцях, про неї розпускають чутки, їй заздрять, її цураються. Вона поступово стає лісничихою, пере білизну, пече хліб, готує картоплю. Вона задається питанням, чи не образила вона селянок своїм особистим щастям, «отримавши» лісника і відібравши у кожної з них мрію про щасливе життя з можливим чоловіком. Після косих поглядів і чуток Саша йде з лісової сторожки. Погода псується і починається злива. По дорозі дівчину випадково зустрічає Павла Дмитрівна і питає, чи можна кидати Серафима.
Саша в селі. Там порожньо — всі на роботі в лісі, тільки з гучномовця лунає святкова музика. По радіо звучить повідомлення про підписану капітуляцію німецької армії, про завершення війни і Перемогу.

## У ролях
- Світлана Діріна —  Саша
- Микола Олялін —  Серафим, фронтовик, німий лісник
- Юрій Назаров —  Іван Міхєєв, фронтовик
- Валентина Березуцька —  дружина Міхєєва
- Гліб Стриженов —  Борис, залізничник
- Данило Нетребін —  Афоня, залізничник
- Людмила Зайцева —  Павла
- Микола Єременко —  Колька, машиніст
- Марія Скворцова —  Кудиниха, мешканка села
- Зінаїда Адамович —  сторож музею
- Олександра Харитонова —  жителька села
- Світлана Коновалова —  жителька села
- Наталія Рибакова —  жителька села
- Олександр Журавльов —  Єгорка
- Олена Кузнецова —  Катька
- Іван Кузнецов —  епізод
- Петро Любешкін —  епізод
- Олена Муратова —  епізод
- Алевтина Румянцева —  епізод
- Віра Бурлакова —  епізод

## Знімальна група
- Режисер — Борис Яшин
- Сценаристи — Едуард Тропінін, Анатолій Галієв
- Оператор — Віктор Листопадов
- Композитор — Борис Чайковський
- Художник — Іван Пластинкін